# クリフ・マシューズ
クリフ・マシューズ（Cliff Matthews 1989年8月5日- ）はサウスカロライナ州チェラウ出身の元アメリカンフットボール選手。現役時代のポジションはディフェンシブエンド。

## 経歴

### プロ入り前
高校時代はタイトエンドとディフェンシブエンドでプレーした。Shrine Bowlでは、4タックル、2サック、1ファンブルリカバーをあげて、守備MVPに選ばれた。またオフェンスディフェンスオールスターゲームでは、3タックル、2サックをあげた。Scout.comからは全米のディフェンシブエンドとして6位、五つ星に評価された。
サウスカロライナ大学に進学した彼は1年次の2007年、アウトサイドラインバッカーとして9試合で先発するなど、12試合に出場した。サウスイースタン・カンファレンスのフレッシュマンのファーストチームに選ばれた。ルイジアナ州立大学戦ではパントブロックをしている。2年次の2008年にディフェンシブエンドにコンバートされ、全13試合に先発出場、32タックル、3サックをあげた。3年次の2009年には47タックル、7サックをあげて、カンファレンスのセカンドチームに選ばれた。この年全米ランク4位のミシシッピ大学との試合で、6タックル、2サック、1ファンブルフォース、1ファンブルリカバーの活躍を見せて、番狂わせに貢献した。4年次の2010年には44タックル、5.5サックをあげた。

### プロ入り後
2011年のNFLドラフト7巡でアトランタ・ファルコンズに指名された。
ルーキーイヤーは怪我で1年を棒に振ったが、2012年シーズンはスペシャルチーム、控えのディフェンシブラインマンとして10試合に出場し、3タックルをあげた。
2013年のシーズン開幕前には体重を増加させた。この年は13タックルをあげた。2015年9月4日にリリースされ、2016年シーズン開幕前にタンパベイ・バッカニアーズと契約するも開幕ロースターから漏れ、10月19日にファルコンズと再契約を結んだ。オフに再びFAとなった。
2018年1月8日にCFLのオタワ・レッドブラックスと契約したが、同年5月19日に引退者リストに入った。